# Трилогија Улица страха
Трилогија Улица страха (енгл. The Fear Street Trilogy) америчка је серија хорор филмова у режији Ли Јанијак, по сценарију који је написала са другим људима. Темељи се на истоименој серији романа Р. Л. Стајна. Целокупна прича се врти око тинејџера који раде на разбијању проклетства које је над њиховим градом стотинама година. Филмове продуцирају 20th Century Studios и Chernin Entertainment, док је права дистрибуције стекао Netflix након што је The Walt Disney Company купио 21st Century Fox.
Филмови су снимани истовремено, а приказивани су на седмичном нивоу у јулу 2021. године као Netflix Original Films. Добили су позитивне критике.

## Филмови
| Филм                        | Година | Режија     | Сценарио                                 | Прича                                     | Продуцент                               |
| --------------------------- | ------ | ---------- | ---------------------------------------- | ----------------------------------------- | --------------------------------------- |
| Улица страха, 1. део: 1994. | 2021.  | Ли Јанијак | Фил Грацијадеј и Ли Јанијак              | Кајл Килен, Фил Грацијадеј и Ли Јанијак   | Питер Чернин, Џено Топинг и Дејвид Реди |
| Улица страха, 2. део: 1978. | 2021.  | Ли Јанијак | Зак Олкевич и Ли Јанијак                 | Зак Олкевич и Фил Грацијадеј и Ли Јанијак | Питер Чернин, Џено Топинг и Дејвид Реди |
| Улица страха, 3. део: 1666. | 2021.  | Ли Јанијак | Фил Грацијадеј, Ли Јанијак и Кејт Трефри | Фил Грацијадеј, Ли Јанијак и Кејт Трефри  | Питер Чернин, Џено Топинг и Дејвид Реди |